# Егоршино (локомотивное депо)
Локомотивное депо Егоршино — одно из локомотивных депо Свердловской железной дороги, расположенное на одноимённой станции. Открыто 6 (19) октября 1915 года.
Имеет номер ТЧ-13.

## История

### 1917—1941
Днём начала эксплуатации депо Егоршино считается 6 октября 1915 года. Строительство корпусов началось в мае 1913 года. Место для застройки было выбрано на пресечении двух дорог: Тавда — Екатеринбург и Алапаевск — Богданович на так называемом «Журавлином болоте», в 3 км от Егоршина.
Строительством руководил инженер путей сообщения В. Т. Тюляев, прорабом по строительству был И. О. Бабаджанян. Основную часть строителей составляли местные крестьяне и китайцы, работали также украинцы и крестьяне Вятской губернии, приехавшие на Урал в поисках работы. Широко использовался подрядчиками труд подростков и женщин. Труд рабочих оплачивался крайне низко при тяжелейших условиях труда.
6 (19) октября 1915 года основная часть депо сдана в эксплуатацию.
Парк оборудования был небогат: два токарных станка, один сверлильный и паровой двигатель для вращения приводов этих станков. В кузнечном отделении стоял домкрат с ручным приводом. Для поворота паровозов был построен поворотный круг также с ручным приводом. Отопление помещений — печи каменки. Освещение — керосиновые лампы.
На день пуска коллектив паровозного депо насчитывал 130 человек. Первым начальником депо был Бишевский.
10 января 1917 года было открыто движение по станции Егоршино, первый поезд, прошедший через станцию, следовал в Тавду. Акционерным обществом «Северо — Восточная Уральская дорога» были приобретены паровозы Воткинского завода, которые обеспечивали скорость 20 верст в час серии «Ы» и Нп № 8. В годы Гражданской войны 1918—1919 гг. хозяйство депо было полностью разрушено. Единственный паровоз серии Ы № 586, который уцелел, стоял на домкратах, с него и началось восстановление паровозного парка. К январю 1920 года усилиями тружеников депо хозяйство было налажено, появились три паровоза серии «Ы». Во время НЭПа (1922—1927 гг.) объём перевозок увеличился на 27 %, паровозы серии «Ы» были заменены на серии «Н» и «Ж», вес поезда в то время составлял 400—600 тонн. В 1933 году паровозы серии «Н» и «Ж» заменены на более мощные паровозы серии «Э», и вес поезда стал достигать 1200—1500 т. Тогда же начал производиться ремонт этих паровозов. В 1939 году для обслуживания пассажирских поездов были приобретены паровозы серии «Су». В 1935 году по всей сети развернулось массовое движение новаторов и передовиков производства за повышение производительности труда, по почину шахтера Донбасса Алексея Стаханова и машиниста Кривоноса П. Ф.
Инициатива машиниста — новатора, вскрывшего дополнительные резервы в использовании мощностей паровозов, была подхвачена машинистами паровозного депо Егоршино: Павлом Федоровичем Ашихминым (в дальнейшем награждённым знаком «Почетному железнодорожнику» и Орденом Ленина), водившим тяжеловесные составы весом 1800—1900 при норме 1400 т. С высокой технической скоростью, Иваном Кузьмичем Ефремовым (в 1938 году награждённым значками "Почетному железнодорожнику, «Ударнику Сталинского призыва», именными часами наркома), Михаилом Дмитриевичем Микрюковым, Пешниным Н. И. — токарем паровозного депо, выполнившим норму на 200 %, Потаниным А. В. — слесарем заготовительного цеха паровозного депо Егоршино, выполнившим производственную программу на 200 −300 %. 19 ноября 1939 г., изготовляя батареи паровозного отопления, он дал 648 % производительности труда, — Осколковым В. В. — фрезеровщиком паровозного депо, выполнившим производственное задание на 235 %

### Великая Отечественная война
В годы Великой Отечественной войны многие работники депо воевали на фронтах (в первый год войны были призваны в армию и направлены на фронт более 800 работников Егоршинского отделения). Затем, по постановлению ГКО № 1765/С, по которому из армии демобилизовали машинистов, помощников машинистов и других железнодорожников, в депо Егоршино прибыло 135 человек. С фронта не вернулось 80 работников депо.
В нелёгких условиях военного времени водили поезда: Бурдин Николай Никандрович (первый из Егоршинцев удостоенный профессиональной награды «Почетному железнодорожнику»), Ашихмин Павел Федорович, Фадеев Афанасий Николаевич, Волков Николай Васильевич, Шапочкин Андриан Иванович, Мосиенко Павел Андреевич, Фролов Иван Тимофеевич, Комаровский Алексей Евдокимович, Пономарев Алексей Яковлевич и др. За свой героический труд все они были награждены Орденом Ленина.
2 февраля 1942 года коллектив промывочного цеха паровозного депо за одну смену отремонтировал два паровоза с 48 часовым объёмом ремонта. Отличились слесари Бабкин, Абакумов, Налимов. 22 февраля 1942 года механический цех паровозного депо выполнил план на 270 %, а строгальщик Хмелев на 411 %, токарь Андрианов на 400 %, токарь Робенок на 256 %, жестянщик Вавилов на 239 %. Котельный цех задание выполнил на 241 %, а котельщики Редькин и Зырянов на 300 %. Образцово работали машинисты Потаскуев и Грошев.
В декабре 1943 года коллективу паровозного депо Егоршино вручено Красное Знамя 3-й Гвардейской Волновахской Стрелковой дивизии и Красное Знамя Управления Дороги. В память о своих земляках работники депо после войны, по инициативе Никонова Николая Федоровича, на территории депо в 1975 году соорудили памятник погибшим на войне, создана Книга памяти, соавтором которой был наш работник Евгений Васильевич Сосновских. В память о земляке, Сметанине Александре Александровичу, участнике знаменитого Конвоя PQ-17, работавшем после демобилизации котельщиком, бригадиром, мастером колесного цеха локомотивного депо Егоршино, названа новая улица в железнодорожном поселке г. Артемовского, на здании отделения Дороги и Локомотивного Депо установлены мемориальные доски. В честь литейщика паровозного депо Корепанова Кирилла Григорьевича, участника прорыва блокады Ленинграда, танкиста Первого Украинского фронта, в канун празднования 50- летия Победы, установлена мемориальная доска на доме, где проживал Кирилл Григорьевич.

### Послевоенные годы
С 1944 года депо эксплуатирует и ремонтирует паровозы серии «Е». В 1951 году в депо пришли первые новые паровозы серии «Л», которые стали водить тяжеловесные составы. В пятидесятые годы был выполнен значительный объём работ по реконструкции и расширению зданий и сооружений депо. Многие работники депо в эти годы были награждены орденами и медалями, а машинист паровоза Ф. А. Гергин, возглавлявший комсомольско-молодёжную бригаду, был удостоен высокого звания Герой Социалистического Труда. Феликс Анатольевич пришёл в локомотивное депо восемнадцатилетним мальчишкой в 1944 году. Начинал кочегаром паровоза. Высокую награду получил за то, что возглавляемая им комсомольско-молодёжная бригада освоила вождение тяжеловесных поездов. При норме 2800 тонн вес поезда доходил до 5500 т. (см. Жизнь и судьба моя — железная дорога. Очерки о династиях и людях Свердловской магистрали/ сост. Лукьянин В. П.- Екатеринбург, Издательство «СВ-96».,2003. — С. 207 −209.)
В 1958 году на участке Богданович — Егоршино — Алапаевск началось движение тепловозов серии ТЭ3. 18 мая 1967 г. Участок Алапаевск — Карпунино также переведен на тепловозную тягу, а 1 июля 1967 года перешёл на тепловозную тягу и участок Свердловск — Егоршино — Туринск. Тогда же прошёл первый пассажирский тепловоз. Первые тепловозники депо Егоршино — Трухин Н. Ф., Петров В. П., Шаталов В. А., Мошкин М. В., Иванов Ю. И. 20 января 1968 года был сдан в эксплуатацию электрифицированный участок Смычка — Богданович, и первыми поезд на электровозе серии «ВЛ» провели машинист Ю. Г. Комов и помощник машиниста И. Н. Катютин. На станции Егоршино по этому поводу состоялся торжественный митинг с духовым оркестром.
С 1969 года начаты работы по перестройке депо для ремонта тепловозов. 5 ноября 1970 года депо полностью перешло на тепловозы, поставив паровозы на запасной путь, а 25 января 1970 года на Егоршинское отделение поступил первый тепловоз ТЭ3 приписки депо Егоршино. В 1971 году пущен в эксплуатацию цех одиночной выкатки колёсных пар, в котором производился профилактический и малый периодический ремонт тепловозов. С декабря 1971 по 1973 годы в депо был пущен в эксплуатацию цех большого периодического ремонта тепловозов серии ТЭ3. В 1974 году организован пункт технического осмотра электровозов ВЛ22М. С этого времени паровозное депо стало называться Локомотивным депо Егоршино.
В 1987 году машинист электровоза Николай Евгеньевич Черепинин взял на себя обязательство к 70-летию Октябрьской революции провести 70 поездов, а заработанные средства перечислить в Фонд Мира. И он выполнил это обязательство, за что руководство МПС наградило его знаком «Почетному железнодорожнику».
В локомотивном депо трудится один из самых именитых рационализаторов Свердловской железной дороги — Георгий Александрович Баженов, который в 1978—1995 гг. 9 раз удостаивался звания «Лучший рационализатор Свердловской железной дороги», а в 1985 г. Он удостоен звания «Лучший рационализатор железнодорожного транспорта МПС»
За добросовестный и безупречный труд 23 работника локомотивного депо награждены высокой министерской наградой — знаком «Почетному железнодорожнику».

## Современность
В октябре 1996 года машинист тепловоза Е. Н. Парчинский и помощник машиниста тепловоза Ю. В. Задворных на перегоне Усть-Березовка — Сосьва Новая предотвратили крушение с возможными человеческими жертвами, рискуя собственными жизнями. Правительство и президент РФ высоко оценили их подвиг: Е. Н. Парчинскому присвоено звание Героя России, а Ю. В. Задворных награждён Орденом Мужества.
В зону обслуживания локомотивного депо Егоршино входят участки Егоршино — Устье-Аха, Егоршино — Екатеринбург, Егоршино — Каменск-Уральский, Егоршино — Апапаевск — Серов-Сортировочный. К депо приписано 83 тепловоза, а общий состав локомотивных бригад насчитывает 420 человек.
С 2013 года на участке Егоршино — Серов-Сортировочный проходят тестирование и используются магистральные газотурбовозы модели ГТ1h, а с 2014 года — первый в мире маневровый газопоршневой тепловоз ТЭМ19.